# Courant d'Huchet
Le courant d'Huchet (du gascon uishet : « exutoire ») est un fleuve côtier dans le département français des Landes, présent sur les communes de Léon, Vielle-Saint-Girons et Moliets-et-Maâ. Appartenant à la famille des courants landais, il est l'exutoire de l'étang de Léon et se jette dans l'océan Atlantique au niveau de la commune de Moliets-et-Maâ. Le site est rendu célèbre au début du XXe siècle par Maurice Martin, l'« inventeur » de la Côte d'Argent.
La réserve naturelle nationale du Courant d'Huchet a été créée en 1981 sur une superficie de 617,942 ha.

## Présentation

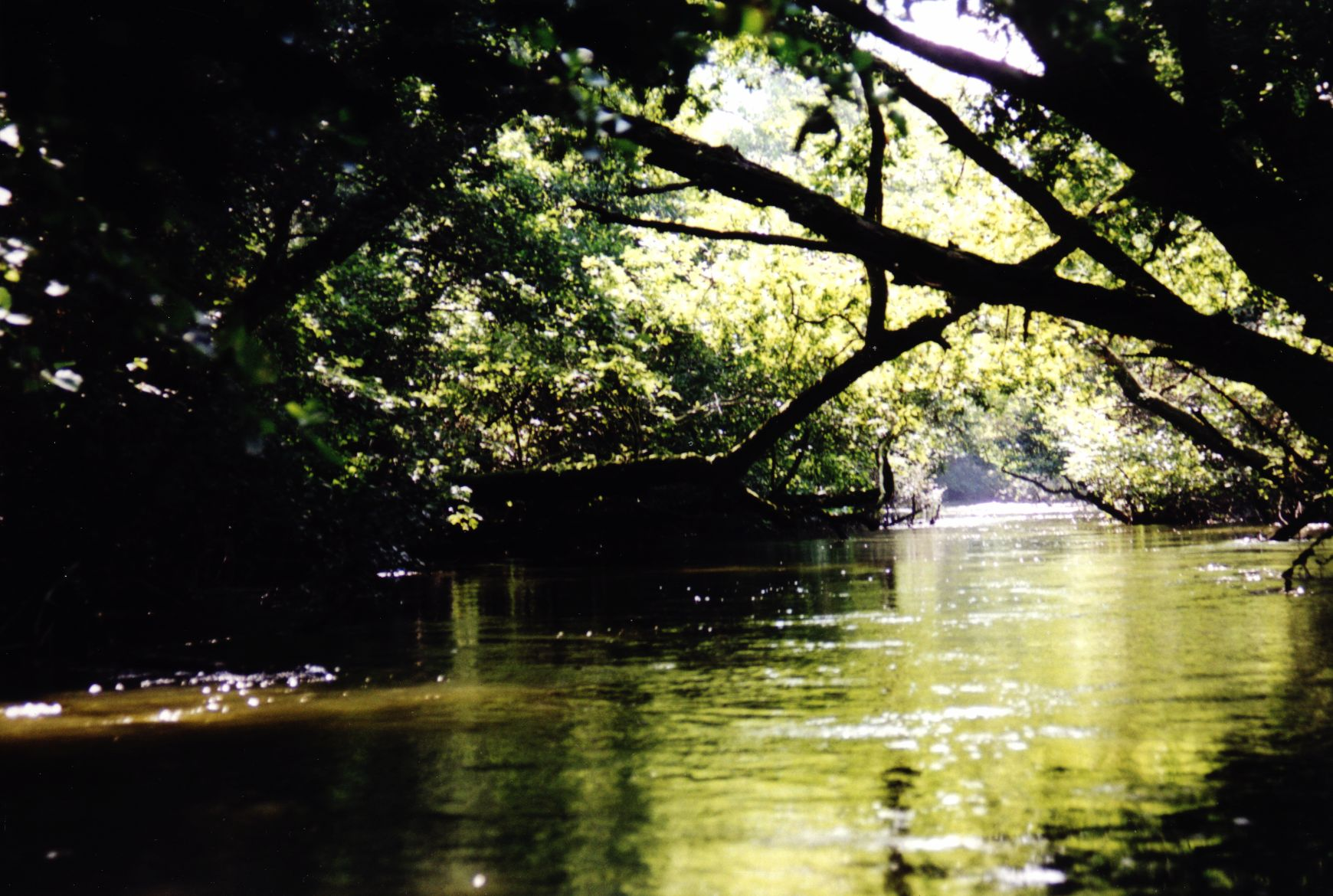
Le courant d'Huchet.

Le courant d’Huchet, véritable cordon ombilical entre l’étang de Léon et l’océan Atlantique constitue un site riche en histoire, en traditions et également en habitats pour la faune et la flore. Les multiples faciès représentés dans cette réserve naturelle vont du cordon dunaire à la forêt des Landes, en passant par les marais, les tourbières, l’Étang de Léon, le courant d’Huchet, etc. Ce site est également remarquable par la population de Blongios nain qu’il abrite, mais aussi par sa population de visons d'Europe.

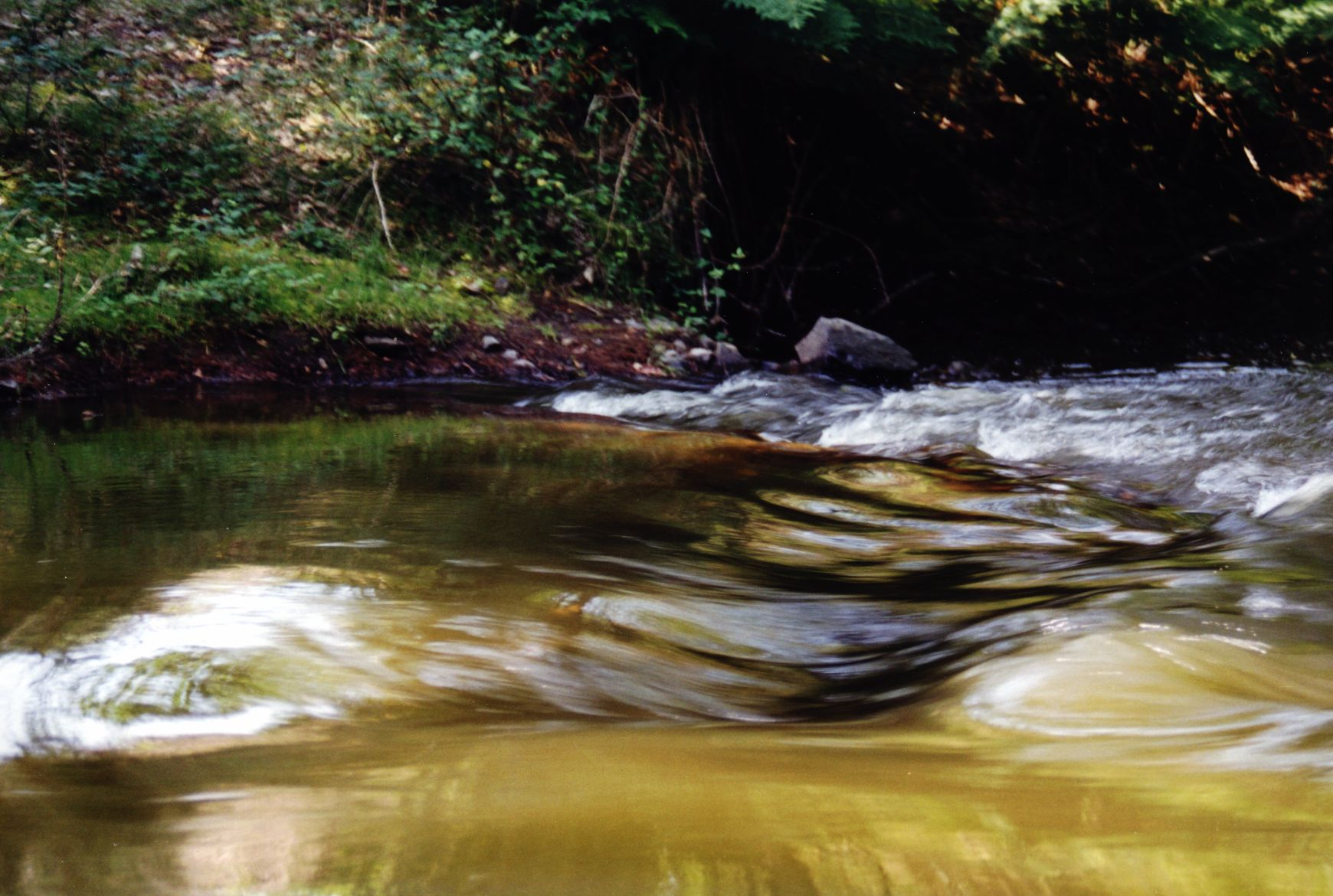
Remous dans le courant d'Huchet.

Compte tenu de la localisation géographique très touristique de cette réserve naturelle et du nombre de visiteurs que cela engendre en été, des réflexions sont en cours en vue de doter cette réserve naturelle d’une maison de la réserve dont le site d’implantation se situera en bordure de l’Étang de Léon.
L'embouchure du courant d'Huchet est la seule du golfe de Gascogne à ne pas être stabilisée. Le courant d'Huchet n'est pas ouvert à la navigation privée, réservée à des bateliers professionnels.

### Classement
53,28 ha deviennent site naturel classé le 4 mai 1934 pour leur intérêt pittoresque et paysager.
L'étang de Léon et le courant d'Huchet font l'objet d'un inventaire ZNIEFF de type 2 en 1984 et le courant d'Huchet et les marais de la rive ouest de l'étang de Léon d'un inventaire ZNIEFF de type 1 sur 367 ha.
La réserve naturelle du Courant d'Huchet a été créée le 29 septembre 1981.

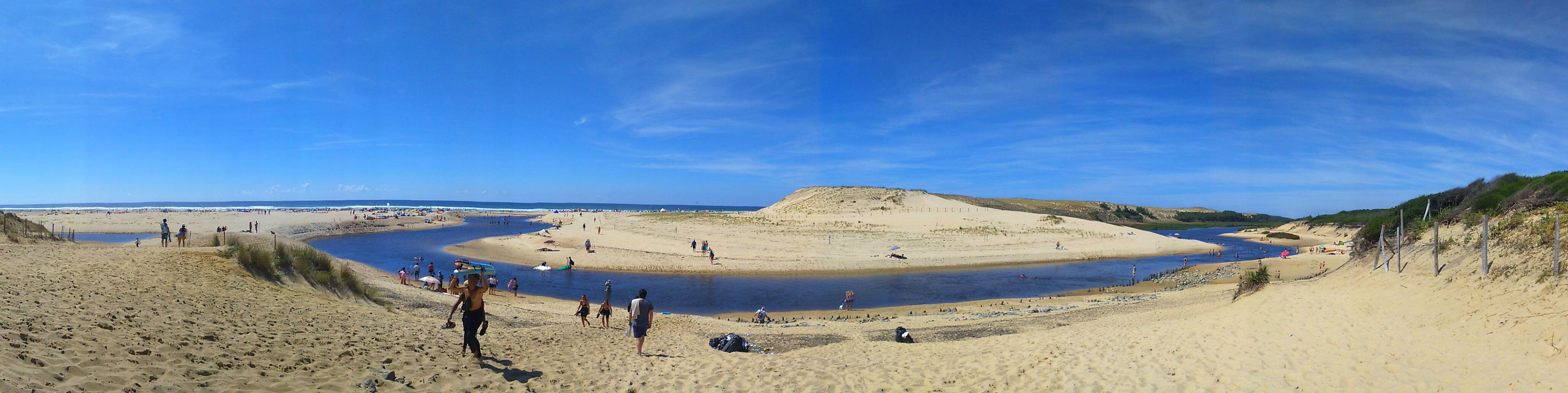
L'estuaire du courant d'Huchet à Moliets-et-Maa-plage.

683 ha du site sont classés en zone de protection spéciale en février 1988 et sont intégrés au réseau Natura 2000.

## Écologie

### Flore
Situé au milieu d’une forêt de pins maritimes et de chênes, la zone du courant d’Huchet accueille également la présence d'espèces exotiques telles que les cyprès chauves et les osmondes royales et les hibiscus roses.

### Faune
Poissons
Anguilles et lamproies.
Oiseaux
Aigrette garzette, Alouette lulu, Balbuzard pêcheur, Bécasse des bois, Bihoreau gris, Blongios nain, Bondrée apivore, Bruant ortolan, Busard cendré, Busard des roseaux, Busard Saint-Martin, Butor étoilé, Canard colvert, Circaète Jean-le-blanc, Engoulevent d'Europe, Faucon émerillon, Faucon pèlerin, Fauvette pitchou, Gorgebleue à miroir, Grand Cormoran, Grande Aigrette, Guifette moustac, Guifette noire, Héron cendré, Martin-pêcheur d'Europe, Milan noir, Milan royal, Mouette mélanocéphale, Phragmite aquatique, Pie-grièche écorcheur, Pygargue à queue blanche, Râle d'eau, Sarcelle d'hiver, Sterne caugek, Sterne pierregarin.
Mammifères
Les berges du courant d'Huchet accueillent chevreuils, loutres et sangliers.
Espèces invasives
Les ragondins sont en voie d'extermination.

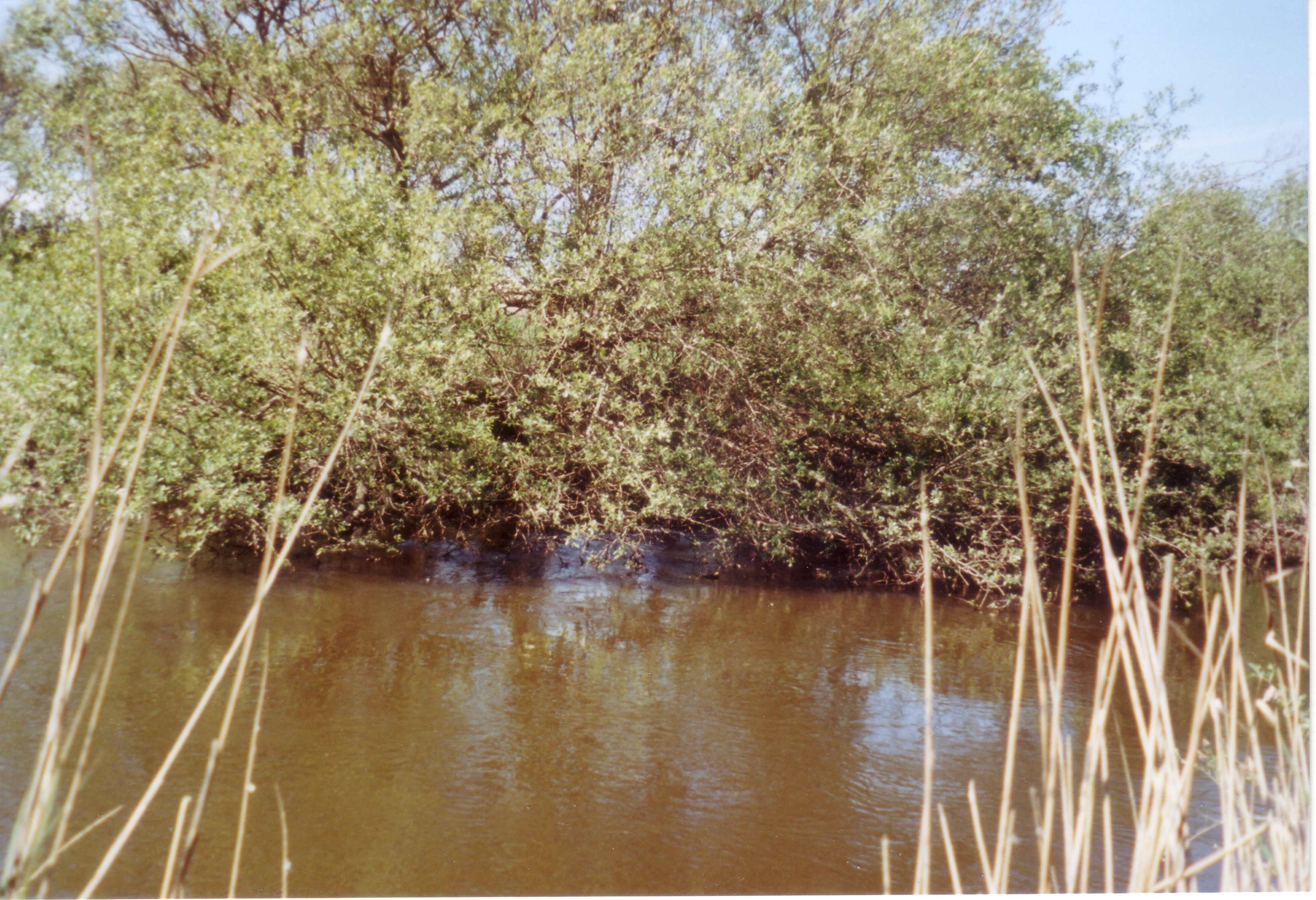
Le courant d'Huchet.
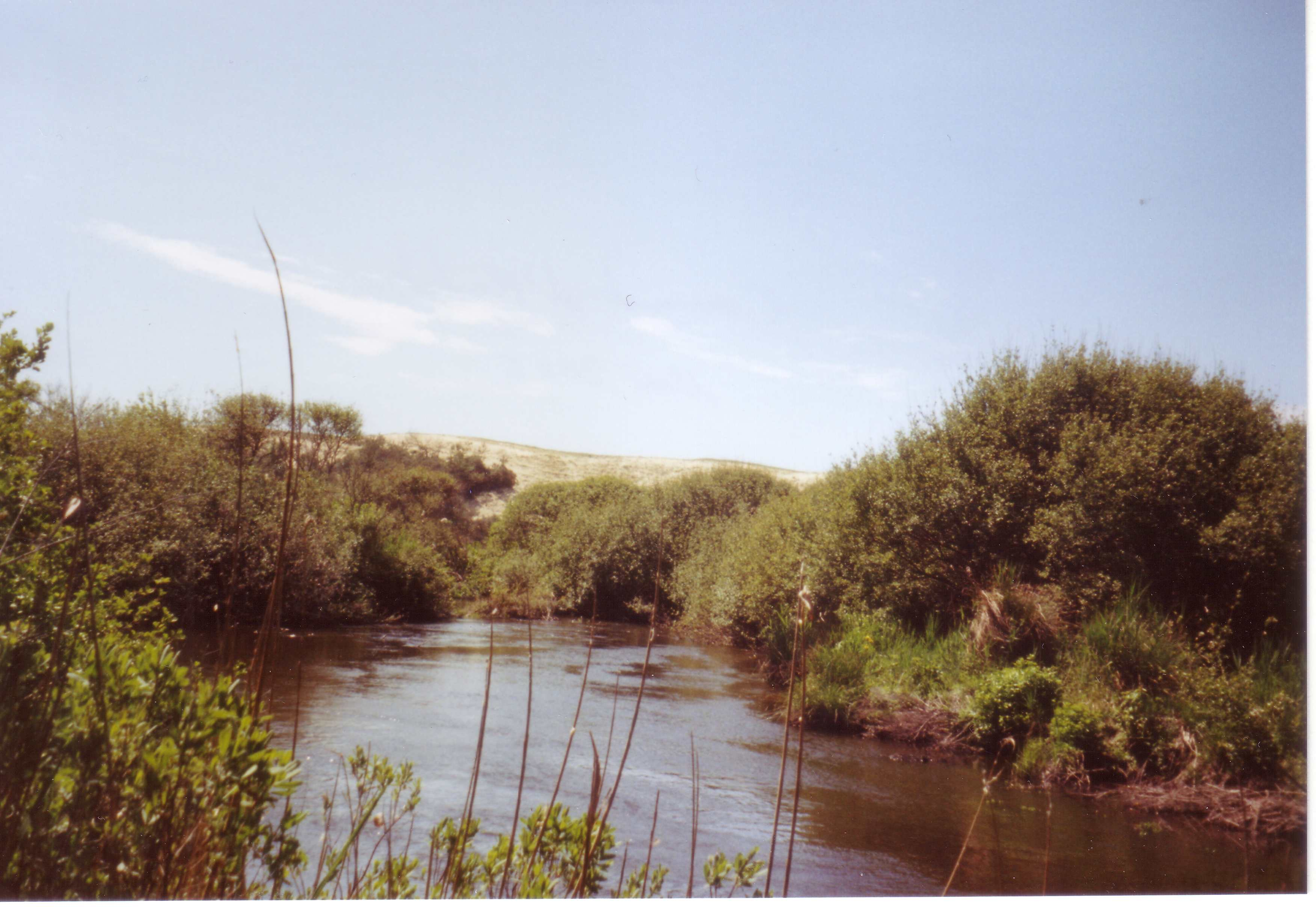
À l'approche de la mer, au fond les dunes.
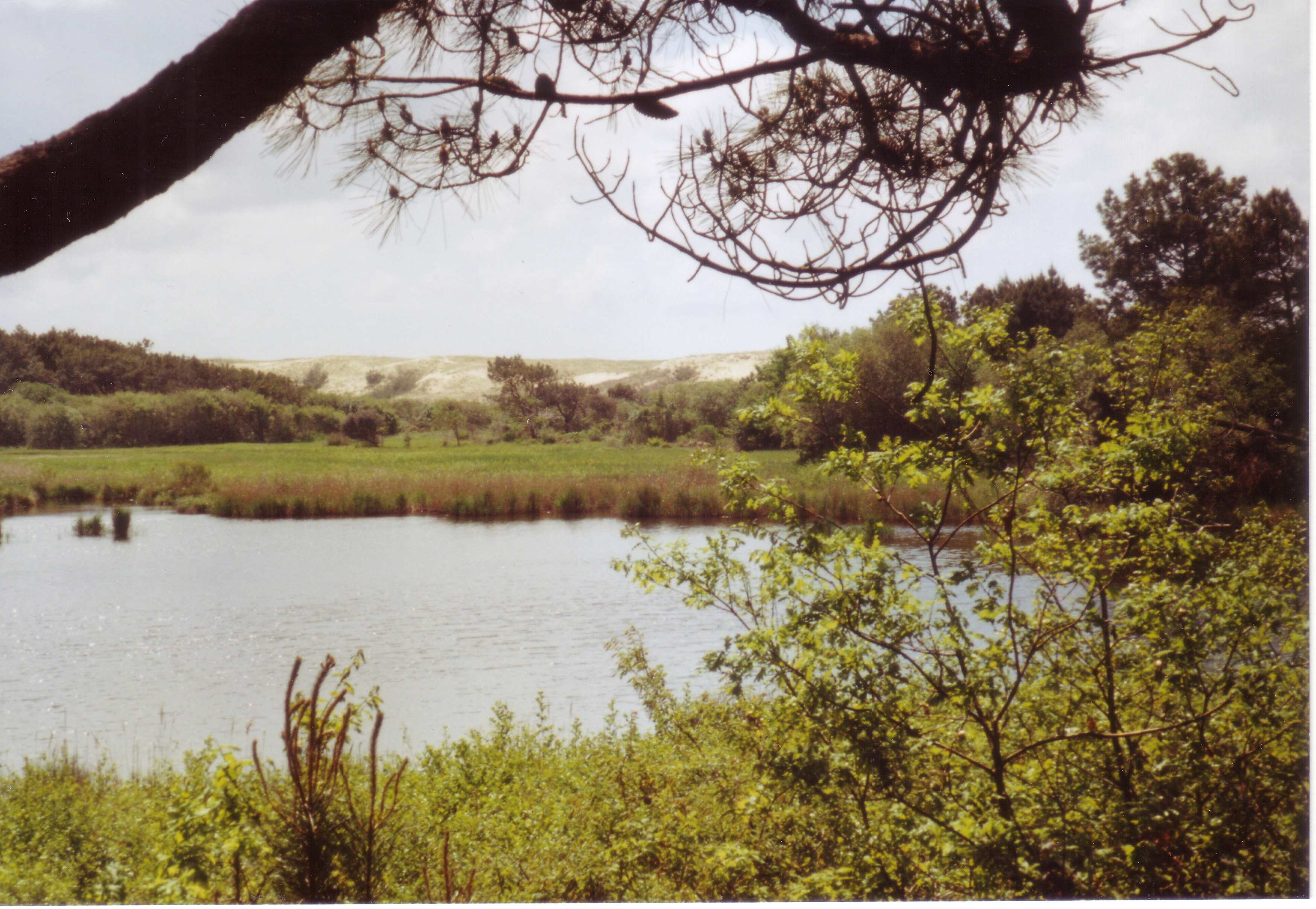
À l'approche de la mer, au fond les dunes.
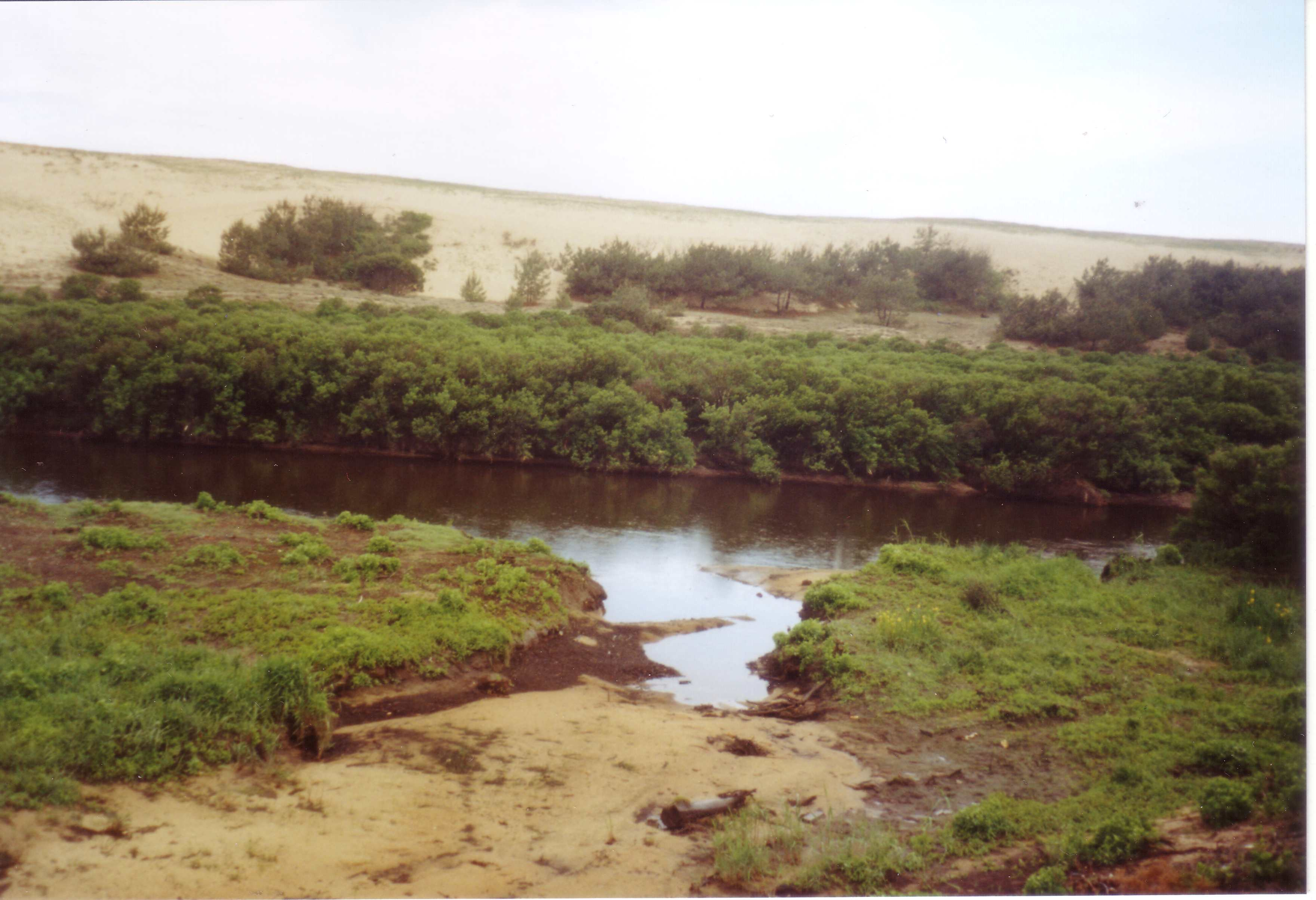
L'arrivée du courant dans les dunes.
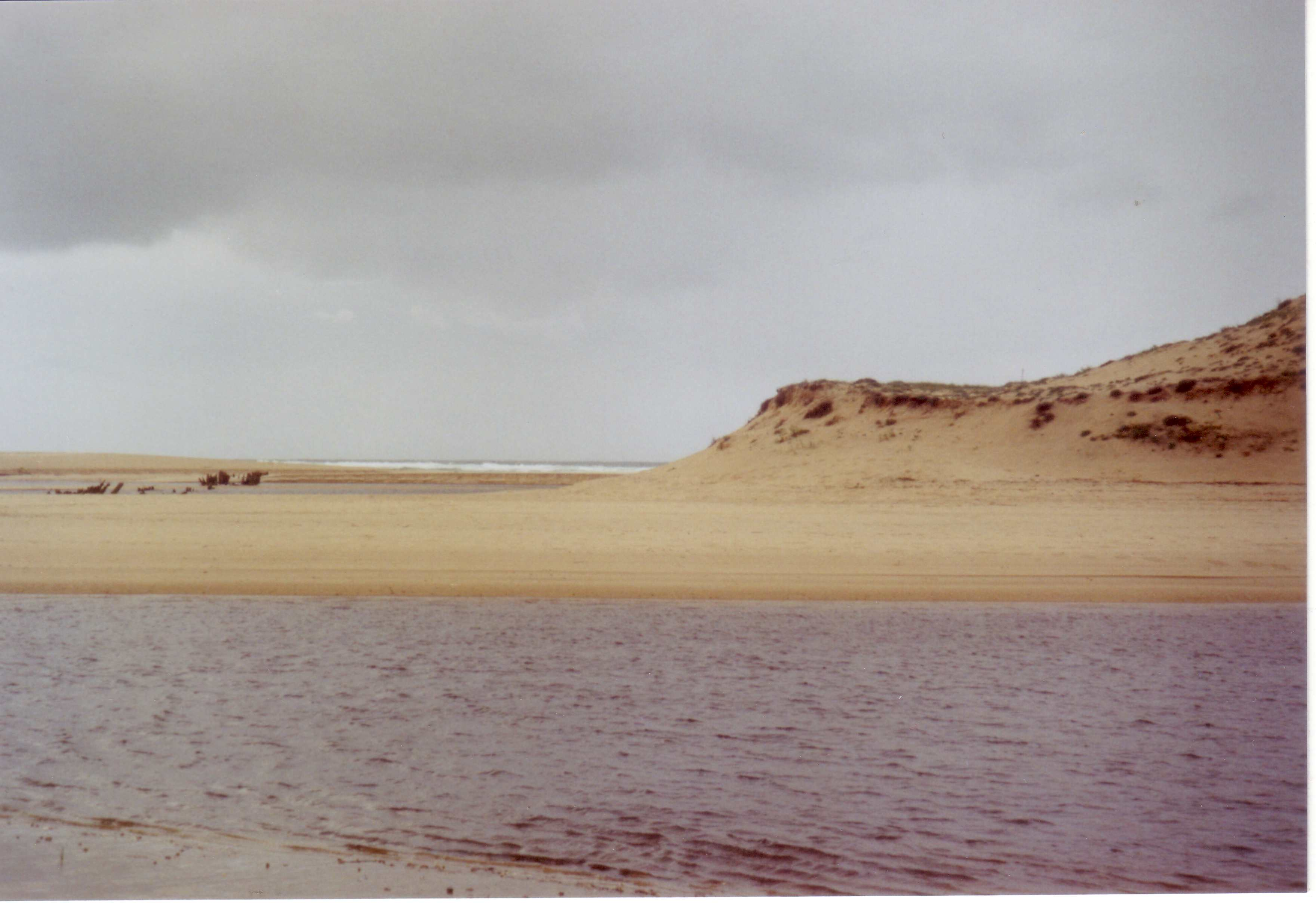
Près de l'océan.